# Bathyarca frielei
Bathyarca frielei is een tweekleppigensoort uit de familie van de Arcidae. De wetenschappelijke naam van de soort is voor het eerst geldig gepubliceerd in 1877 door Friele.